# Kagohl 5

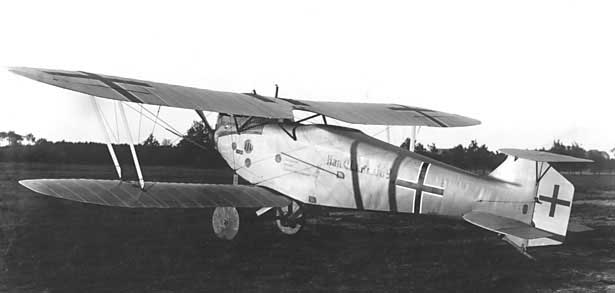
Hannover Roland CL.II

Kampfgeschwader der Obersten Heeresleitung 5 – Kagohl 5 – jednostka lotnictwa niemieckiego Luftstreitkräfte z okresu I wojny światowej.

## Informacje ogólne
Jednostka została utworzona we Fliegerersatz Abteilung Nr. 6 i została zmobilizowana 20 grudnia 1915. Składała się z sześciu jednostek bojowych Kampfstaffeln, każda po 6 samolotów. Kasta 25, Kasta 26, Kasta 27, Kasta 28, Kasta 29 i Kasta 30.
W Kagohl 5 służyli między innymi (późniejsze asy myśliwskie): Heinrich Bongartz, Hans Dannenberg, Hans-Georg von der Marwitz, Albert Haussmann, Josef Mai, Kurt Wolff, Alfred Keller, Friedrich Mallinckrodt, Julius Fichter, Paul Aue, Hermann Becker.
Dywizjon używał między innymi samolotów Hannover Roland CL.II.

## Dowódcy Eskadry
| Stopień   | Nazwisko       | Okres              |
| --------- | -------------- | ------------------ |
| porucznik | Ulrich Grauert | do 8 czerwca 1916  |
| kapitan   | ?              | od 28 grudnia 1916 |